# Szaszemenie
Szaszemenie, Szaszemene, Shashamane, Shashemene (także: Szaszamane) – miasto w Etiopii, leżące ok. 250 km na południe od Addis Abeby; stolica strefy West Arsi, w regonie Oromia. Według spisu w 2007 roku liczyło 100,5 tys. mieszkańców, według projekcji z 2022 roku populacja wzrosła do 208,4 tys. mieszkańców i jest dziesiątym co do wielkości miastem w kraju.
Szaszemenie jest znane wśród rastafarian, bowiem przed laty wokół miasta na podarowanych przez cesarza Haile Selassie terenach osiadła grupa wyznawców rastafari, uznających Etiopię za swą „ziemię obiecaną”.
W związku z przypadającą na rok 2005 sześćdziesiątą rocznicą urodzin Boba Marleya pojawiły się pogłoski, że Rita – wdowa po nim – planuje przenieść jego prochy z dotychczasowego grobu na Jamajce właśnie do Szaszemenie. Pogłoski te wywołały duże zamieszanie wśród Jamajczyków, jednak okazały się być tylko plotką.
Religie z największą liczbą wyznawców w Szaszemenie, według danych z 2007 roku były: etiopskie prawosławie z 43,4% populacji, 31,1% to muzułmanie, 23,5% protestanci i 1,3% katolicy.